# سی و نهمین مراسم گلدن گلوب
۳۹مین مراسم گلدن گلوب برای ارج نهادن به بهترین فیلم و شوی تلویزیونی سال ۱۹۸۱ در ۳۰ ژانویه سال ۱۹۸۲ برگزار شد
مریل استریپ دومین بار گوی زرین را برنده می‌شود. هنری فوندا برنده بهترین بازیگر نقش اول مرد شد، مؤسسه فیلم آمریکا در سال ۱۹۹۹ نام او را در رده ششم برترین هنرپیشه‌های مرد تمام دوران قرار داد. جان گیلگد، برنده بهترین بازیگر مرد در نقش مکمل شد وی تا سال ۲۰۰۰ توانسته بود تمامی جایزه‌های معتبر از جمله جایزه اسکار، جایزه بفتا، جایزه امی، جایزه گرمی و جایزه تونی را برنده شود.
وارن بیتی برنده بهترین کارگردانی برای فیلم سرخ‌ها شد. این فیلم به‌طور گسترده‌ای به عنوان یکی از بهترین فیلم‌های حماسی تاریخ سینما یاد می‌شود. بنیاد فیلم آمریکا این فیلم را به عنوان نهمین فیلم ژانر حماسی برگزید.

## برندگان و نامزدها

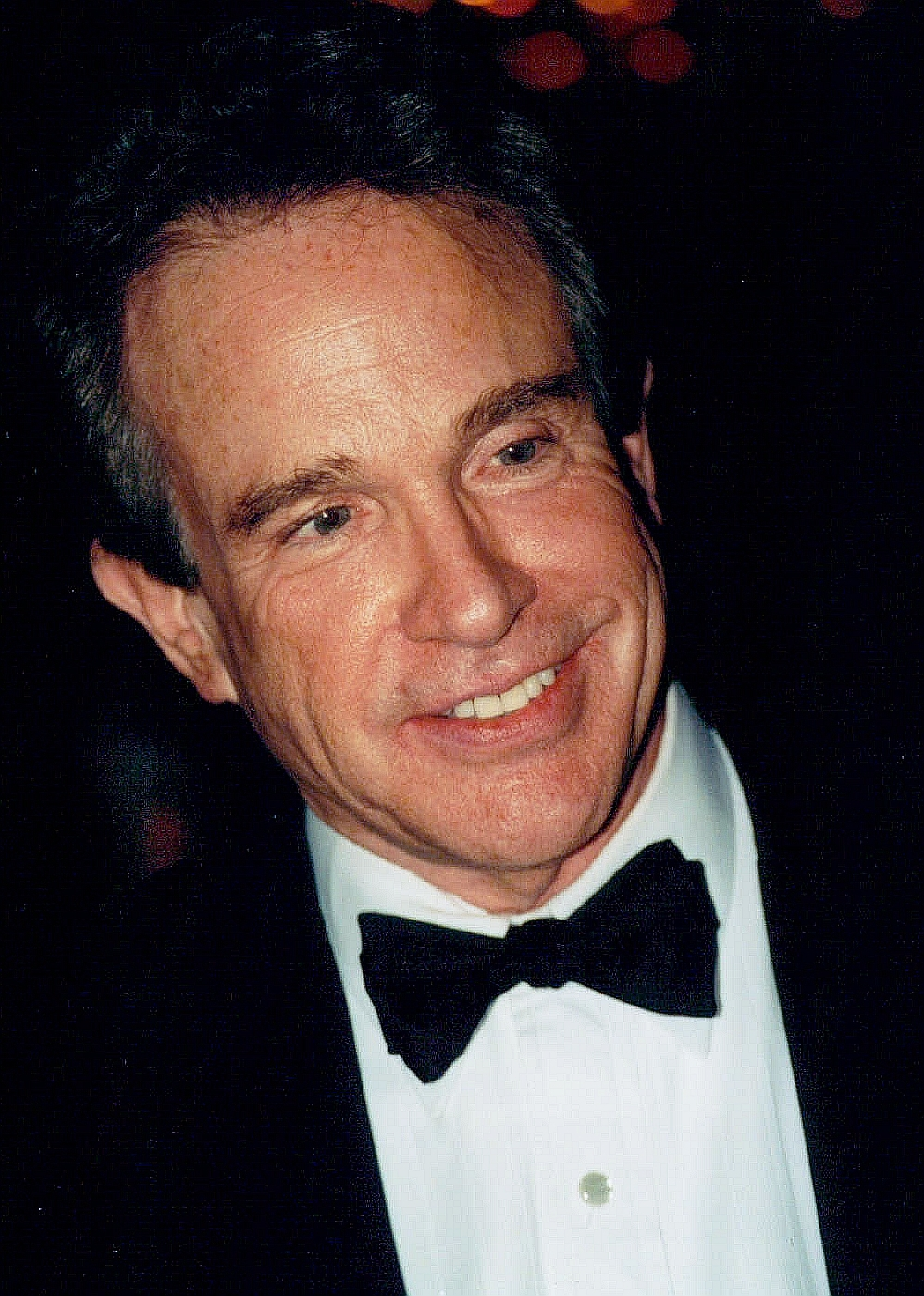
وارن بیتی — Best Director, winner

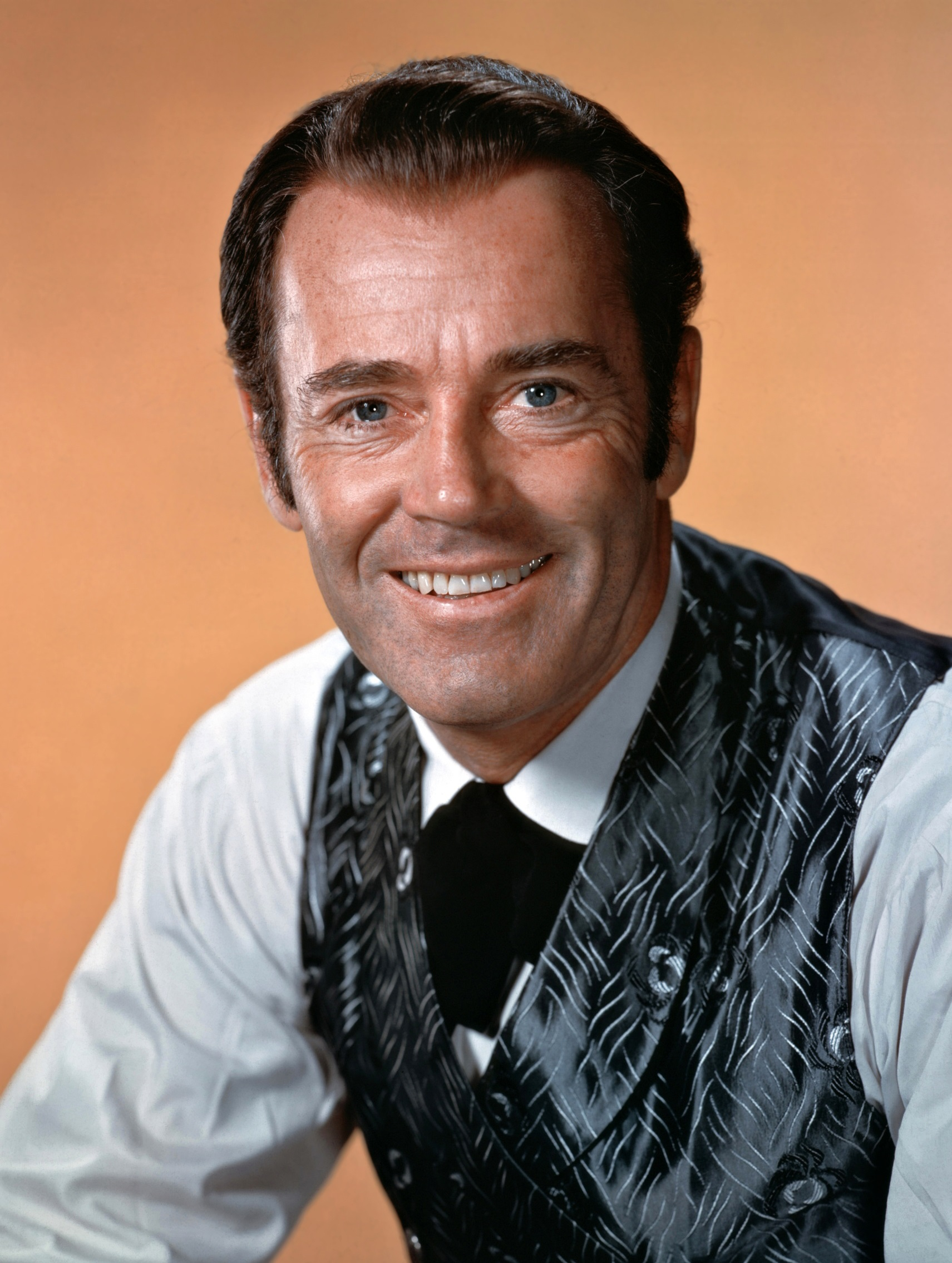
هنری فوندا — Best Actor in a Motion Picture, Drama winner

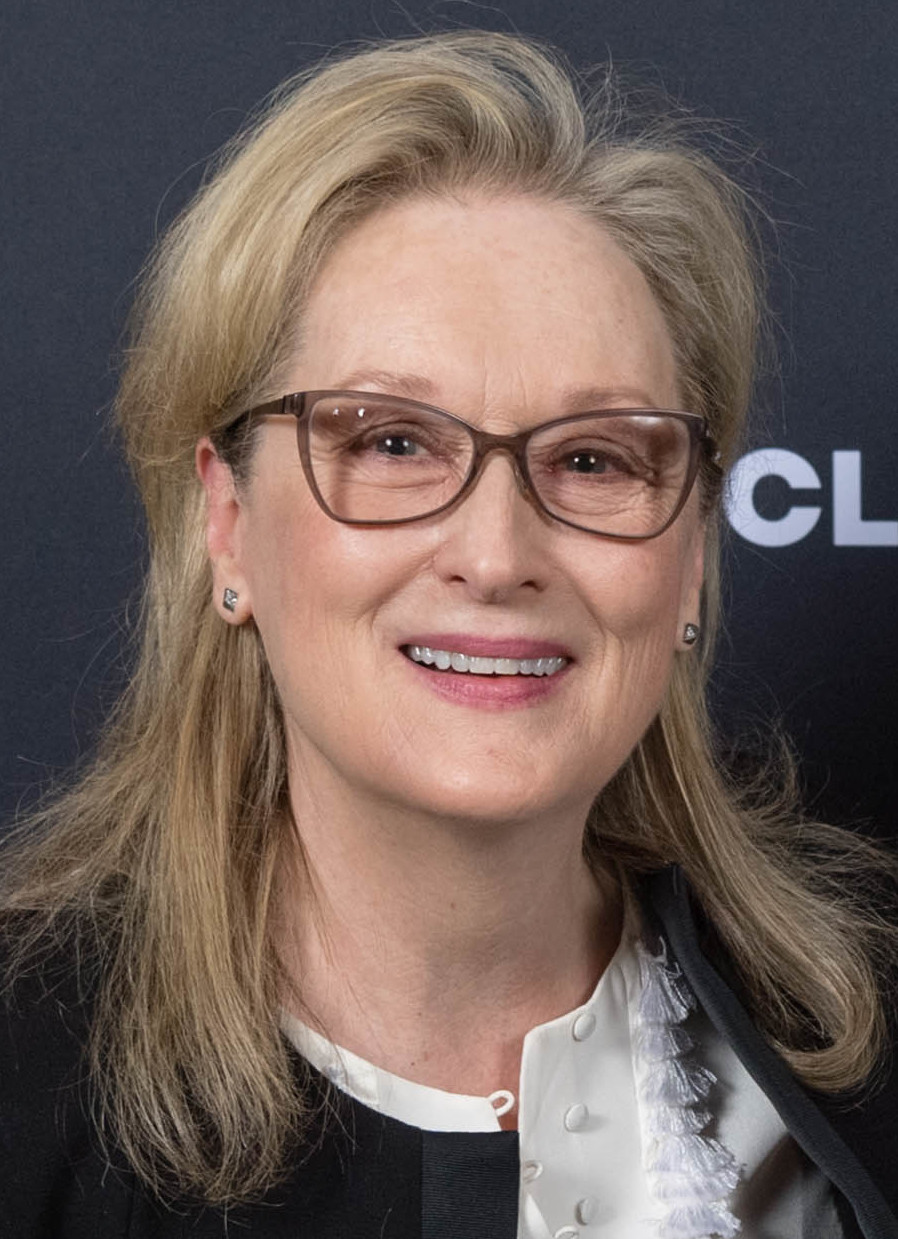
مریل استریپ — Best Actress in a Motion Picture, Drama winner

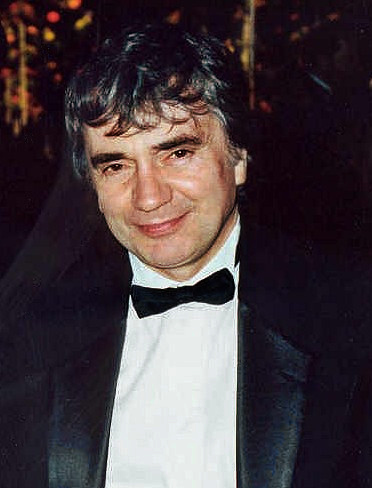
دادلی مور — Best Actor in a Motion Picture, Comedy or Musical winner

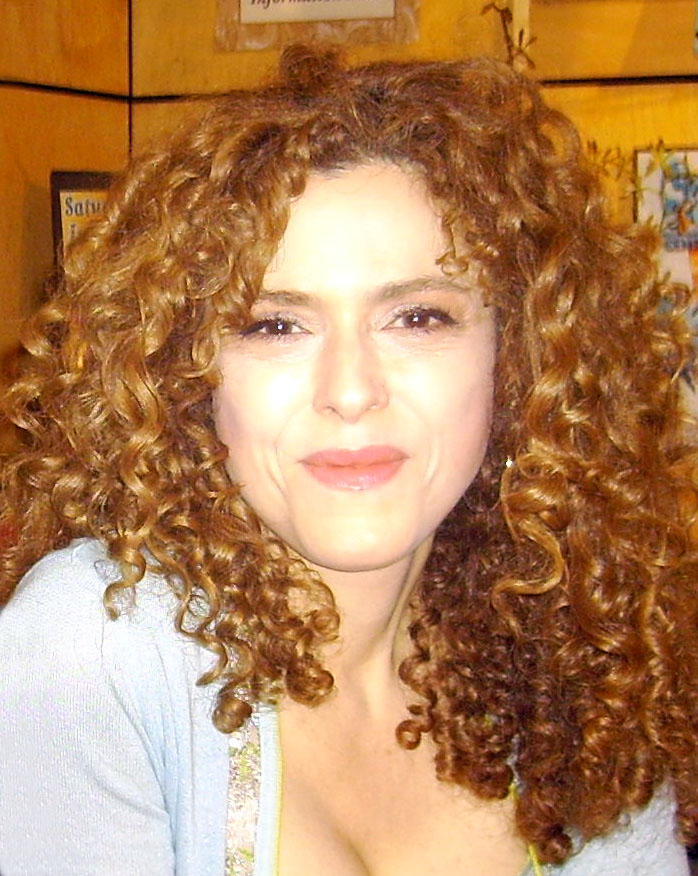
برنادت پیترز — Best Actress in a Motion Picture, Comedy or Musical winner

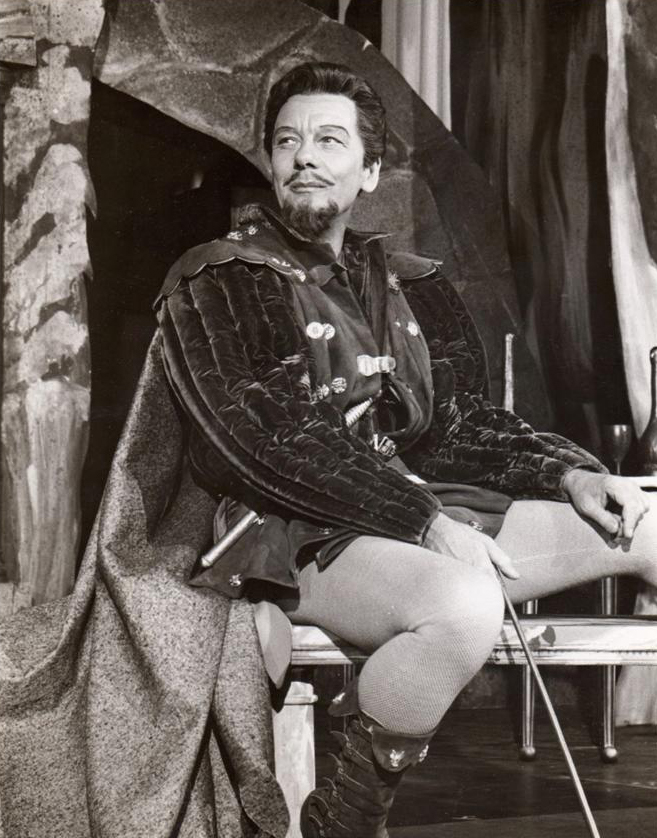
جان گیلگد — Best Supporting Actor in a Motion Picture, winner

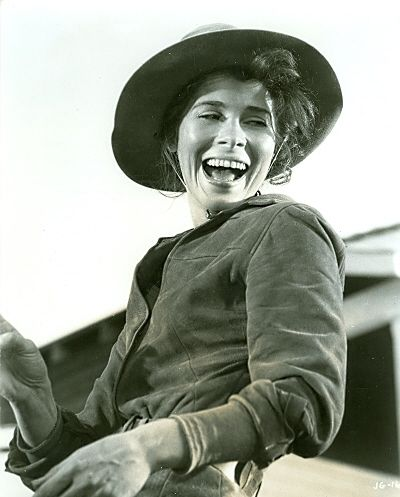
جوآن هکت — Best Supporting Actress in a Motion Picture, winner

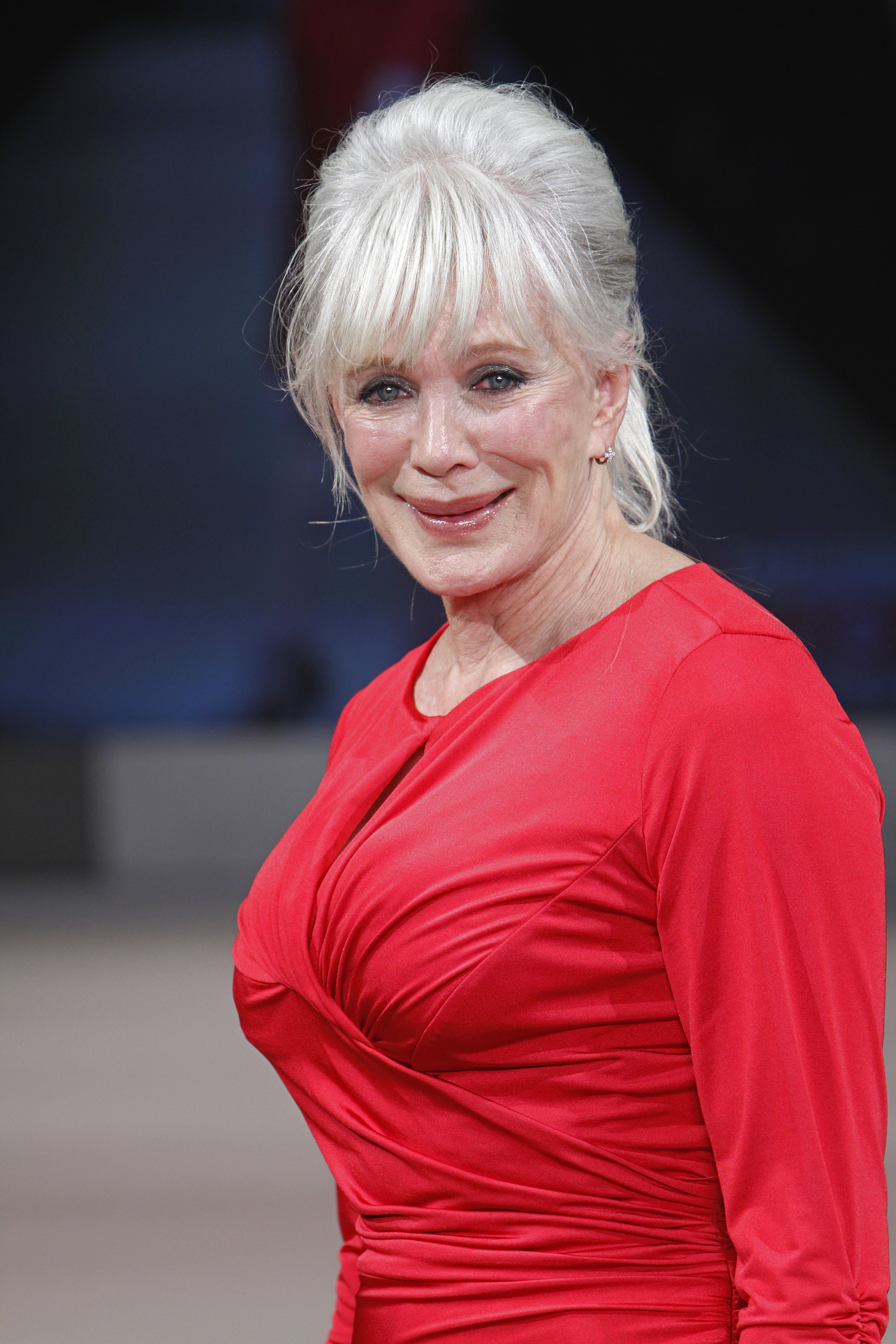
لیندا ایوانز — Best Actress in a Television Series, Drama co-winner

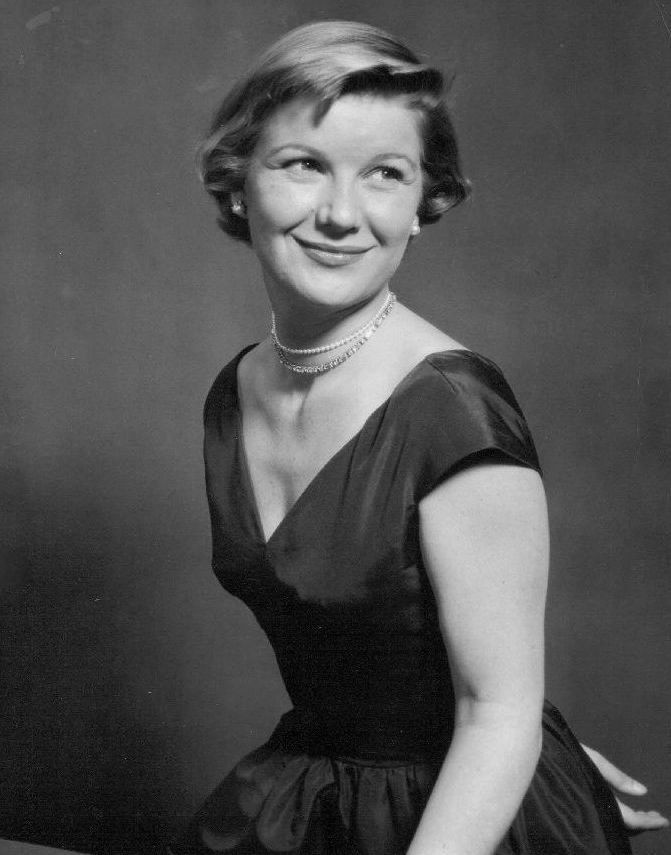
باربارا بل گدس — Best Actress in a Television Series, Drama co-winner

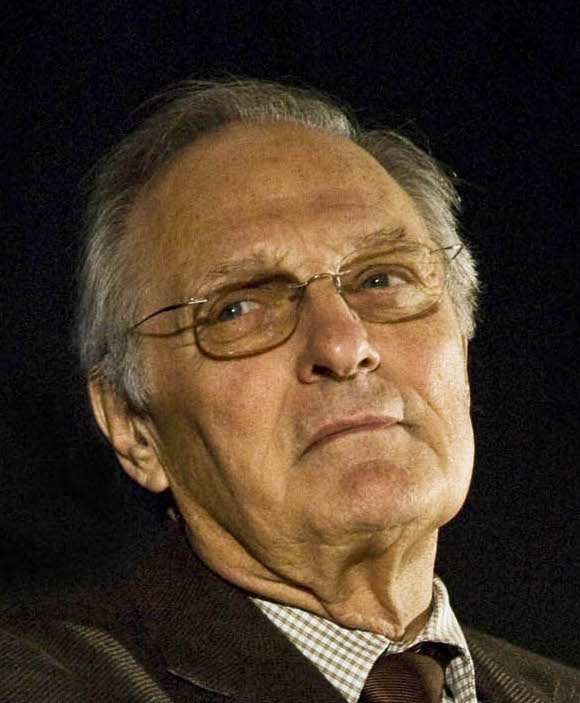
آلن آلدا — Best Actor in a Television Series, Comedy or Musical winner

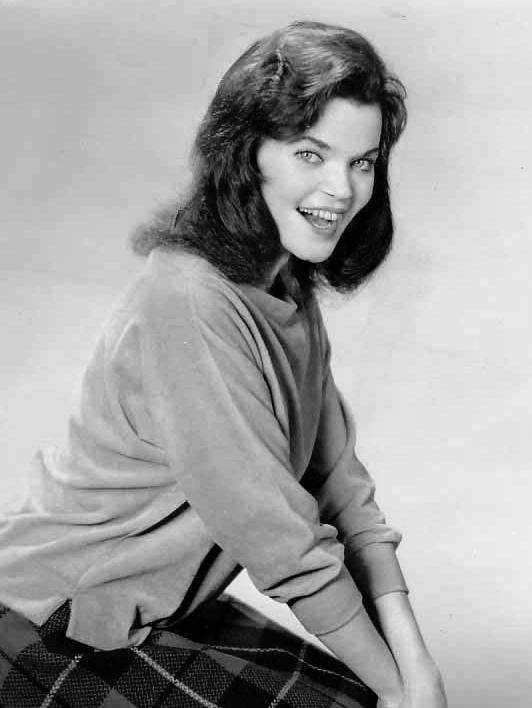
آیلین برنان — Best Actress in a Television Series, Comedy or Musical winner

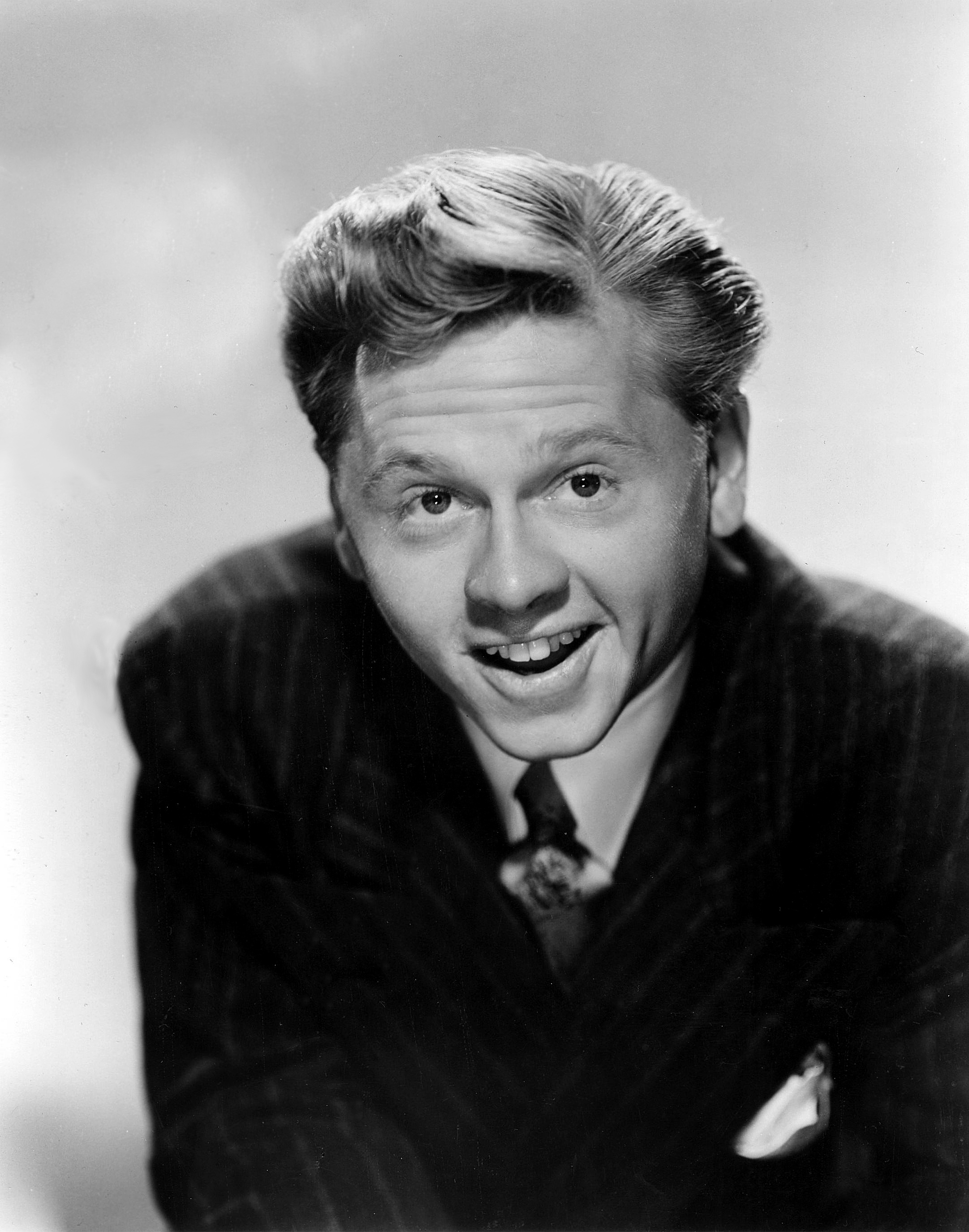
میکی رونی — Best Actor in a Miniseries or Television Film, winner

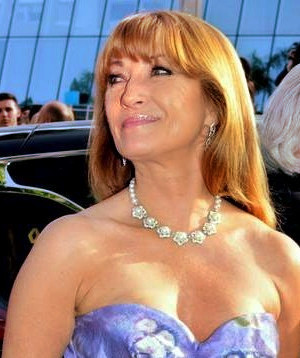
جین سیمور — Best Actress in a Miniseries or Television Film, winner

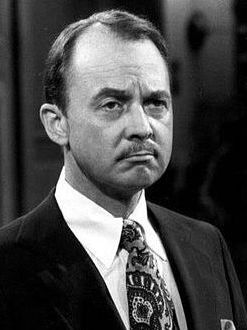
جان هیلرمن — Best Supporting Actor in a Series, Miniseries or Television Film, winner

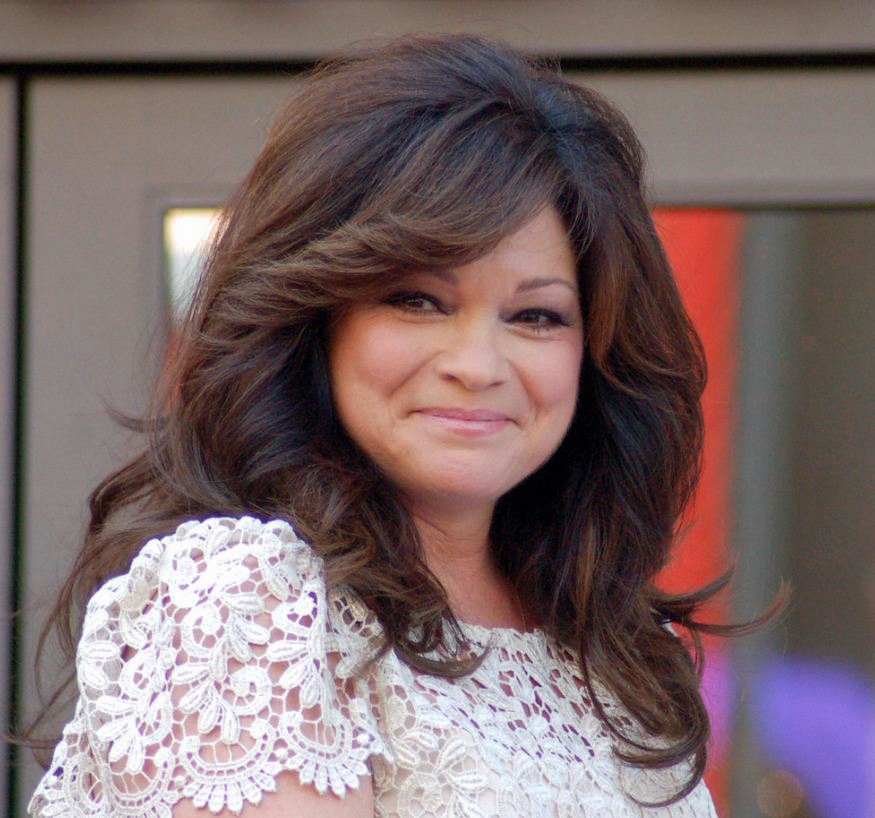
ولری برتینلی — Best Supporting Actress in a Series, Miniseries or Television Film, winner

### فیلم سینمایی
| Best Motion Picture | Best Motion Picture |
| جایزه گلدن گلوب بهترین فیلم – درام | جایزه گلدن گلوب بهترین فیلم – موزیکال یا کمدی |
| --- | --- |
| - کنار برکه طلایی - زن ستوان فرانسوی - شاهزاده شهر - رگتایم - سرخ‌ها | - آرتور - چهار فصل - سکه‌هایی از بهشت - S.O.B. - Zoot Suit |
| Best Performance in a Motion Picture – Drama | |
| جایزه گلدن گلوب بهترین بازیگر مرد – فیلم درام | جایزه گلدن گلوب بهترین بازیگر زن – فیلم درام |
| - هنری فوندا – کنار برکه طلایی در نقش Norman Thayer - وارن بیتی – سرخ‌ها در نقش جان رید - تیموتی هاتن – شیپور خاموشی در نقش Brian Moreland - برت لنکستر – آتلانتیک سیتی در نقش Lou Pascal - تریت ویلیامز – شاهزاده شهر در نقش Daniel Ciello                                                                                         | - مریل استریپ – زن ستوان فرانسوی در نقش Sarah Woodruff / Anna - سالی فیلد – بدون سوءنیت در نقش Megan Carter - کاترین هپبورن – کنار برکه طلایی در نقش Ethel Thayer - دایان کیتن – سرخ‌ها در نقش لوئیس بریانت - سیسی اسپیسک – مرد ژنده در نقش Nita Longley                                        |
| Best Performance in a Motion Picture – Comedy or Musical | |
| جایزه گلدن گلوب بهترین بازیگر مرد – فیلم موزیکال یا کمدی | جایزه گلدن گلوب بهترین بازیگر زن – فیلم موزیکال یا کمدی |
| - دادلی مور – آرتور در نقش Arthur Bach - آلن آلدا – چهار فصل در نقش Jack Burroughs - جرج همیلتون – Zorro, The Gay Blade در نقش Don Diego Vega / Zorro / Wigglesworth / Ramon Vega - استیو مارتین – سکه‌هایی از بهشت در نقش Arthur Parker - والتر ماتائو – First Monday in October در نقش Dan Snow                                   | - برنادت پیترز – سکه‌هایی از بهشت در نقش Eileen Everson - بلر براون – Continental Divide در نقش Dr. Nell Porter - کارول برنت – چهار فصل در نقش Kate Burroughs - جیل کلایبورگ – First Monday in October در نقش Ruth Loomis - لایزا مینلی – آرتور در نقش Linda Marolla                            |
| Best Supporting Performance in a Motion Picture – Drama, Comedy or Musical | |
| جایزه گلدن گلوب بهترین بازیگر نقش مکمل مرد | جایزه گلدن گلوب بهترین بازیگر نقش مکمل زن |
| - جان گیلگد – آرتور در نقش Hobson - جیمز کوکو – تنها وقتی می‌خندم در نقش Jimmy - جک نیکلسون – سرخ‌ها در نقش یوجین اونیل - هاوارد رولینز – رگتایم در نقش Coalhouse Walker, Jr. - اورسن ولز – پروانه در نقش Judge Rauch | - جوآن هکت – تنها وقتی می‌خندم در نقش Toby Landau - جین فوندا – کنار برکه طلایی در نقش Chelsea Thayer Wayne - کریستی مک‌نیکول – تنها وقتی می‌خندم در نقش Polly Hines - مورین استیپلتون – سرخ‌ها در نقش اما گلدمن - مری استینبرجن – رگتایم در نقش Mother                                            |
| Other | |
| جایزه گلدن گلوب بهترین کارگردانی | جایزه گلدن گلوب بهترین فیلم‌نامه |
| - وارن بیتی – سرخ‌ها - میلوش فورمن – رگتایم - سیدنی لومت – شاهزاده شهر - لویی مال – آتلانتیک سیتی - مارک رایدل – کنار برکه طلایی - استیون اسپیلبرگ – مهاجمان صندوق گمشده | - کنار برکه طلایی – ارنست تامپسون - بدون سوءنیت – کرت لودکی - چهار فصل – آلن آلدا - زن ستوان فرانسوی – هارولد پینتر - سرخ‌ها – وارن بیتی and Trevor Griffiths |
| جایزه گلدن گلوب بهترین ترانه غیراقتباسی | |
| - "Arthur's Theme" (کارول بیر سیجر، برت بکراک، پیتر الن، کریستوفر کراس) – آرتور - "Endless Love" (لایونل ریچی) – عشق بی‌پایان - "For Your Eyes Only" (بیل کانتی، Mick Leeson) – فقط به خاطر چشمان تو - "It's Wrong for Me to Love You" (انیو موریکونه، Carol Connors) – پروانه - "One More Hour" (رندی نیومن، جنیفر وارنز) – رگتایم | |
| جایزه گلدن گلوب بهترین فیلم غیر انگلیسی‌زبان | New Star of the Year |
| - ارابه‌های آتش (بریتانیا) - آتلانتیک سیتی (کانادا/فرانسه) - کشتی (آلمان غربی) - گالیپولی (استرالیا) - Pixote (برزیل) | - پیا زادورا – پروانه در نقش Kady Tyler - الیزابت مک‌گاورن – رگتایم در نقش اولین نسبیت - هاوارد رولینز – رگتایم در نقش Coalhouse Walker, Jr. - کاتلین ترنر – گرمای بدن در نقش Matty Tyler Walker - راشل وارد – Sharky's Machine در نقش Dominoe - کریگ واسون – Four Friends در نقش Danilo Prozor |

فیلم های زیر چندین نامزدی دریافت کردند:
| Nominations | Title                   |
| ----------- | ----------------------- |
| ۷           | رگتایم                  |
| ۷           | سرخ‌ها                   |
| ۶           | کنار برکه طلایی         |
| ۵           | آرتور                   |
| ۴           | چهار فصل                |
| ۳           | آتلانتیک سیتی           |
| ۳           | پروانه                  |
| ۳           | زن ستوان فرانسوی        |
| ۳           | تنها وقتی می‌خندم        |
| ۳           | سکه‌هایی از بهشت         |
| ۲           | بدون سوءنیت             |
| ۲           | First Monday in October |
| ۲           | شاهزاده شهر             |

The following films received multiple wins:
| Wins | Title          |
| ---- | -------------- |
| ۴    | Arthur         |
| ۳    | On Golden Pond |

### مجموعه تلویزیونی
| Best Television Series | Best Television Series |
| جایزه گلدن گلوب بهترین فیلم – درام | جایزه گلدن گلوب بهترین فیلم – موزیکال یا کمدی |
| --- | --- |
| Hill Street Blues - دالاس - دودمان - Hart to Hart - لو گرانت | M*A*S*H - Barbara Mandrell and the Mandrell Sisters - The Love Boat - Private Benjamin - Taxi |
| Best Performance in a Television Series – Drama | |
| جایزه گلدن گلوب بهترین بازیگر مرد – فیلم درام | جایزه گلدن گلوب بهترین بازیگر زن – فیلم درام |
| دانیل جی. تراونتی - Hill Street Blues در نقش Capt. Francis "Frank" Furillo - اد اسنر - لو گرانت در نقش Lou Grant - جان فورسایث - دودمان در نقش Blake Carrington - لری هگمن - دالاس در نقش J.R. Ewing - تام سلک - Magnum, P.I. در نقش Thomas Magnum IV | باربارا بل گدس - دالاس (tie) در نقش Ellie Ewing لیندا ایوانز - دودمان (tie) در نقش Krystle Carrington - جوآن کالینز - دودمان در نقش Alexis Colby - مورگان فیرچایلد - Flamingo Road در نقش Constance Weldon Carlyle - لیندا گری - دالاس در نقش Sue Ellen Ewing - استفانی پاورز - Hart to Hart در نقش Jennifer Hart               |
| Best Performance in a Television Series — Musical or Comedy | |
| جایزه گلدن گلوب بهترین بازیگر مرد – فیلم موزیکال یا کمدی | جایزه گلدن گلوب بهترین بازیگر زن – فیلم موزیکال یا کمدی |
| آلن آلدا - M*A*S*H در نقش Capt. Benjamin "Hawkeye" Pierce - جیمز گارنر - Bret Maverick در نقش Bret Maverick - جاد هیرش - Taxi در نقش Alex Reiger - گوین مکلئود - The Love Boat در نقش Capt. Merrill Stubing - تونی رندل - Love, Sidney در نقش Sidney Shorr                                                                                               | آیلین برنان - Private Benjamin در نقش Cpt. Doreen Lewis - لونی اندرسون - WKRP in Cincinnati در نقش Jennifer Marlowe - بانی فرانکلین - One Day at a Time در نقش Ann Romano - باربارا ماندرل - Barbara Mandrell and the Mandrell Sisters در نقش Herself - لرتا اسویت - M*A*S*H در نقش Margaret "Hot Lips" Houlihan Penobscott     |
| Best Performance in a Miniseries or Television Film | |
| جایزه گلدن گلوب بهترین بازیگر مرد – مجموعه تلویزیونی کوتاه یا فیلم تلویزیونی | جایزه گلدن گلوب بهترین بازیگر زن – مجموعه تلویزیونی کوتاه یا فیلم تلویزیونی |
| میکی رونی - Bill در نقش Bill Sackter - درک بوگارد - The Patricia Neal Story در نقش Roald Dahl - تیموتی هاتن - A Long Way Home در نقش Donald Burch Booth - دنی کی - Skokie در نقش Max Feldman - پیتر اوتول - Masada در نقش Lucius Flavius Silva - ری شارکی - The Ordeal of Bill Carney در نقش Bill Carney - پیتر اشتراوس - Masada در نقش Eleazar Ben Yair | جین سیمور - East of Eden در نقش Cathy Ames/Kate Albey - الن برستین - The People vs. Jean Harris در نقش Jean Harris - گلندا جکسون - The Patricia Neal Story در نقش Patricia Neal - جاکلین اسمیت - Jacqueline Bouvier Kennedy در نقش Jacqueline "Jackie" Kennedy - جوآن وودوارد - Crisis at Central High در نقش Elizabeth Huckaby |
| Best Supporting Performance in a Series, Miniseries or Television Film | |
| جایزه گلدن گلوب بهترین بازیگر نقش مکمل مرد – سریال، سریال کوتاه یا فیلم تلویزیونی | جایزه گلدن گلوب بهترین بازیگر نقش مکمل زن – سریال، سریال کوتاه یا فیلم تلویزیونی |
| جان هیلرمن - Magnum, P.I. در نقش Jonathan Higgins III - دنی دویتو - Taxi در نقش Louie De Palma - پت هرینگتون جونیور - One Day at a Time در نقش Dwayne Schneider - ویک تایبک - آلیس در نقش Mel Sharples - اروه ویلشز - Fantasy Island در نقش Tattoo | ولری برتینلی - One Day at a Time در نقش Barbara Cooper Royer - دنیل بریزبوآ - Archie Bunker's Place در نقش Stephanie Mills - بث هالند - آلیس در نقش Vera Louise Gorman Novak - مریلو هنر - Taxi در نقش Elaine O'Connor Nardo - Lauren Tewes - The Love Boat در نقش Julie McCoy                                                  |
| جایزه گلدن گلوب بهترین مجموعه تلویزیونی کوتاه یا فیلم تلویزیونی | |
| Bill East of Eden - Masada - A Long Way Home - Murder in Texas | |

The following programs received multiple nominations:
| نامزدی‌ها | عنوان فیلم                                |
| -------- | ----------------------------------------- |
| ۴        | دالاس                                     |
| ۴        | دودمان                                    |
| ۴        | Taxi                                      |
| ۳        | The Love Boat                             |
| ۳        | Masada                                    |
| ۳        | M*A*S*H                                   |
| ۳        | One Day at a Time                         |
| ۲        | آلیس                                      |
| ۲        | Barbara Mandrell and the Mandrell Sisters |
| ۲        | Bill                                      |
| ۲        | شرق بهشت                                  |
| ۲        | Hart to Hart                              |
| ۲        | Hill Street Blues                         |
| ۲        | A Long Way Home                           |
| ۲        | لو گرانت                                  |
| ۲        | Magnum P.I.                               |
| ۲        | The Patricia Neal Story                   |
| ۲        | Private Benjamin                          |

The following programs received multiple wins:
| برندگان | عنوان فیلم        |
| ------- | ----------------- |
| ۲       | Bill              |
| ۲       | Hill Street Blues |
| ۲       | M*A*S*H           |

## Ceremony

### Miss Golden Globe
لورا درن (daughter of بروس درن & داین لد)